# Rey Curtis
Detektiv Reynaldo "Rey" Curtis je lik iz serije Zakon i red kojeg je igrao Benjamin Bratt. Lik Reyja Curtisa u seriji se pojavljivao od 1995. do 1999.
Curtis je svoj debi imao u epizodi "Bitter Fruit" gdje je dobio poziciju detektiva u Odjelu za ubojstva u 27. postaji. Curtis je potpuna suprotnost svom prethodniku Mikeu Loganu: dok je Logan bio nepredvidljiv i često je bio na granici zakona i etičkih pravila, Curtis, konzervativni katolik, sve je radio prema pravilima. Često je gledao stvari crno-bijelo: ako netko počini zločin zaslužuje ići u zatvor, bez obzira na okolnosti. Ta nepokolebljiva etika rada često je uzrokovala nesuglasice između njega i njegovog partnera Lenniea Briscoea.
U epizodi "Aftershock" Rey, koji je oženjen i ima troje djece, vara svoju ženu sa studenticom Jaime (Jennifer Garner) nakon što je prisustvovao pogubljenju čovjeka kojeg je uhitio. U sljedećoj epizodi njegov brak je na rubu kraha i saznajemo da bračni par Curtis posjećuje savjetnika. U epizodi "Thrill" njegovoj ženi Deborah je dijagnosticirana multipla skleroza. Njegova supruga postaje još više izneređena, a on se osjeća krivim i misli da Bog kažnjava nju zbog njegovih grijeha. Tek tada se stvarno poveže s Lennijem, veteranom koji ima dva neuspjela braka iza sebe, i mijenja svoj dvodimenzionalni pogled na svijet. No, ipak ostaje politički konzervativan. Curtis je mestik (peruansko porijeklo spomenuto je u epizodi "Corruption") i smatra da je ono što je sada postigao svojim vlastitim radom i grozi se od ideje da manjine trebaju poticaj i pomoć. Podržava bivšeg guvernera Georgea Patakija. No, u epizodi "Aftershock" Rey je rekao Jennifer da mu je Bob Dole dosta drag.
Informatički je obrazovaniji od Lenniea. njegovo poznavanje interneta pomoglo je u nekoliko slučajeva. U epizodi "Aftershock", dok je gledao glazbene albume, spomenuo je da voli sastav Oasis.
Zdravstveno stanje njegove supruge pogoršalo se do te točke da je jedva mogla držati četkicu za zube. U epizodi "Refuge Part 2" Rey uzima preuranjenu mirovinu kako bi se brinuo za suprugu. Naslijedio ga je Ed Green.